# Esther-Maria Guggenmos
Esther-Maria Guggenmos (* 1977 in Münster) ist eine deutsche Religionswissenschaftlerin und Sinologin. Seit 2022 ist sie Professorin für Religionsgeschichte an der Universität Lund, Schweden. Ihr Forschungsschwerpunkt ist die zeitgenössische Religion und die gesellschaftliche Rolle von Religionen, insbesondere des Buddhismus in Ostasien.

## Biographie
Esther-Maria Guggenmos studierte Theologie, Sinologie, Religionswissenschaft und Philosophie an der Westfälischen Wilhelms-Universität Münster, an der Katholischen Fu-Jen-Universität in Taipeh sowie in Bonn. Mit einem Stipendium des FWO in Gent, Belgien, promovierte sie im Jahr 2010 mit einer Arbeit über den Gegenwartsbuddhismus im urbanen Taiwan. Von 2009 bis 2014 baute sie als wissenschaftliche Koordinatorin das Internationale Kolleg für Geisteswissenschaftliche Forschung „Schicksal, Freiheit und Prognose. Bewältigungsstrategien zwischen Asien und Europa“ an der Friedrich-Alexander-Universität Erlangen-Nürnberg mit auf. Es folgten Lehrstuhlvertretungen in Münster und Erlangen. Zwei Forschungsstipendien ermöglichten unter anderem den Abschluss der Habilitation und die Erlangung der Venia Legendi für das Fach Religionswissenschaft im Jahr 2019 an der Friedrich-Alexander-Universität Erlangen-Nürnberg mit einer Schrift zum Verhältnis von Buddhismus und Wahrsagung in China. Ihre Arbeit habe erstmals eine umfassende Einsicht in die wahrsagende Praxis chinesisch-buddhistischer Mönche geboten. Nach zweijähriger Leitung des Asienreferates des Katholischen Akademischen Ausländerdienstes (KAAD) nahm Esther-Maria Guggenmos am 1. April 2022 den Ruf an die schwedische Universität Lund auf die Professur für Religionsgeschichte, Schwerpunkt Gegenwart, an.
Von 2015 bis 2023 leitete Esther-Maria Guggenmos im Team den Arbeitskreis Religionsästhetik der Deutschen Vereinigung für Religionswissenschaft. Esther-Maria Guggenmos hat sich auf zeitgenössische Religion und die gesellschaftliche Rolle von Religionen – insbesondere des Buddhismus – in Ostasien spezialisiert. Ihr Ansatz ist von der Religionsästhetik, der Analyse von Entscheidungsprozessen, emotionsgeschichtlichen Fragestellungen und der Vermittlung religiöser Bildung in internationaler Perspektive inspiriert.

## Schriften (Auswahl)
- Mit Annette Wilke: Im Netz des Indra. Das Museum of World Religions, sein buddhistisches Dialogkonzept und die neue Disziplin Religionsästhetik (= Veröffentlichungen des Centrums für Religiöse Studien Münster. 7). Lit Verlag, Münster 2008, ISBN 978-3-8258-9484-9.
- I believe in Buddhism and Travelling – Denoting Oneself a Lay Buddhist in Contemporary Urban Taiwan (= Beiträge zur Süd- und Ostasienforschung. 7). Ergon-Verlag, Würzburg, 2017, ISBN 978-3-95650-216-3.
- Wahrsagende Mönche im chinesischen Buddhismus. Biographien aus dem Shenseng zhuan, mit Übersetzungen von Li Wei (=Deutsche Ostasienstudien. 39). Ostasienverlag, Gossenberg 2019, ISBN 978-3-946114-60-4.